# Иванов, Николай Николаевич (теннисист)
Никола́й Никола́евич Ивано́в (31 мая 1901 — 11 июня 1974) — российский и советский теннисист, тренер по теннису. Заслуженный мастер спорта СССР.

## Биография
Родился в 1901 году. Родом из посёлка Мамонтовка, что под Москвой.
В теннис начал играть в возрасте пятнадцати лет. В 1918 году одержал победу в первенстве Мамонтовки в одиночном разряде, после чего стал регулярно выступать на московских соревнованиях. В 1920-х годах выступал в ДСО «Динамо». Чемпион СССР в парном (1927) и финалист в одиночном (1925) разрядах. Чемпион РСФСР в паре (1927).
В составе команды Москвы: победитель командных чемпионатов РСФСР (1927-28) и Всесоюзной спартакиады (1928). Победитель командных чемпионатов Москвы (1925—27) в составе команды «Динамо». Чемпион Москвы в одиночном (1930, 1932), парном (1924, 1926) и смешанном (1927) разрядах; финалист в одиночном (1924, 1927—28) и парном (1928) разрядах. Участник матчей Москва — Харьков (1927—28), «Динамо» (Москва) — «Динамо» (Ленинград; 1928), Москва — Ленинград. Входил в десятку сильнейших теннисистов СССР (1927—33; лучшее место — второе, 1930). В одно время считался одним из лучших парных игроков страны. В 1946 году был удостоен почётного звания «Заслуженный мастер спорта СССР».
Был первым тренером С. Белиц-Геймана, Н. Грингаут, А. Гуляева, Н. Тепляковой и прочих выдающихся теннисистов.
Выступал в качестве спортивного арбитра. Судья всесоюзной категории (1946, 1954). Был одним из составителей Классификации сильнейших теннисистов СССР (1940-е — 70-е гг.).
Супруг известной теннисистки Нины Тепляковой, которая с его подачи и стала заниматься теннисом под его руководством.